# Generalkirkeinspektionskollegiet
Generalkirkeinspektionskollegiet blev oprettet 1737. Dets opgave var at føre tilsyn med lærerne og undervisningen i skolerne, kirkerne og ved universitetet. Samtidig fik det overdraget censuren over alle teologiske og religiøse skrifter. På et senere tidspunkt overtog kollegiet desuden ledelsen af missionen i Vestindien. 
Kollegiet havde oprindelig forestillingsret, men mistede denne i forbindelse med Johann Friedrich Struensees reformer af administrationen i 1771, hvorefter den overgik til Danske Kancelli. 
1791 ophævedes kollegiet, og hovedparten af dets administrationsområde blev overtaget af Danske Kancelli, dog således at ledelsen af missionen i Vestindien blev overladt til Missionskollegiet (oprettet 1714).